# Tërpan
Tërpan is een plaats en voormalige gemeente in het district Berat in de gelijknamige prefectuur in het zuiden van Albanië. Het dorp telt rond de 1000 inwoners, en is per auto te bereiken via de (onverharde) SH74. Het dorp heeft een postkantoor, een school en een busverbinding vanuit Berat.